# Hans Heinz von Wangenheim
Hans Heinz Freiherr von Wangenheim (* 30. Juni 1889 in Berlin; † 7. August 1981 in Wiesbaden) war ein deutscher Verwaltungsbeamter und -richter.

## Herkunft
Seine Eltern waren Ernst Friedrich Ulrich Alexander Hans von Wangenheim (* 8. Juli 1859; † 25. Oktober 1915) und dessen erste Ehefrau Lucie Ahrenfeld (* 25. April 1861). Sein Vater starb als kaiserlich deutscher Botschafter in Konstantinopel. Seine Eltern hatte sich 1897 scheiden lassen. Seine Mutter heiratete daraufhin den Grafen Uxkull-Gyllenband, sein Vater die Freiin Johanna von Spitzemberg (* 21. Juni 1877).

## Leben
Hans Heinz von Wangenheim studierte Rechtswissenschaften an der Ruprecht-Karls-Universität Heidelberg und der Christian-Albrechts-Universität zu Kiel. 1908 wurde er Mitglied des Corps Saxo-Borussia Heidelberg. 1912 begann er das Gerichtsreferendariat. Nach der Teilnahme am Ersten Weltkrieg als Soldat wurde er 1920 Regierungsassessor und Hilfsarbeiter beim Landrat in Linden. 1921 wechselte er zur Regierung in Hannover. 1922 wurde er zum Regierungsrat befördert und war beim Zentralverband der christlichen Gewerkschaften Deutschlands, beim deutschen Genossenschaftsverband und danach beim Zentralverband der christlichen Transport- und Fabrikarbeiter tätig. Noch im gleichen Jahr wurde er mit der kommissarischen Landratsamtsverwaltung in Jauer betraut. 1923 wurde er Landrat des Landkreises Jauer. 1927 wechselte er als Oberregierungsrat zur Regierung in Wiesbaden. 1940 wurde er beauftragter Regierungsdirektor beim Reichsstatthalter in Salzburg und 1941 bei der Regierung in Erfurt. 1942 wurde er zum Regierungsdirektor befördert. Nach dem Ende des Zweiten Weltkriegs wurde er 1946 in der SBZ als Hilfsrichter dem wiedereröffneten Oberverwaltungsgericht Jena zugeordnet. Später lebte er als Oberverwaltungsgerichtsrat a. D. wieder in Wiesbaden. Dort verstarb er am 7. August 1981.

## Familie
Wangenheim heiratete am 7. November 1916 Elisabeth Klara Marie von Richter (* 5. August 1893), eine Tochter der Clara von Blum und des Juristen und Politikers Ernst von Richter. Das Paar hatte mehrere Kinder, darunter:
- Hans-Werner (* 16. August 1917), Ger.- Assessor, ⚭ Hannelore Schroeder, Nachfahren
- Ernst Dieter Hubertus (* 3. November 1918; 12. November 1944), Oberleutnant z. See d. R. (Schlachtschiff Tirpitz)
- Heinz Joachim (24. April 1925), Bankkaufmann, ⚭ Irene Lux, Nachfahren